# CFCF-DT
 (novembre 2017).
Si vous disposez d'ouvrages ou d'articles de référence ou si vous connaissez des sites web de qualité traitant du thème abordé ici, merci de compléter l'article en donnant les références utiles à sa vérifiabilité et en les liant à la section « Notes et références ».
CFCF-DT (identifiée en ondes sous le nom de CTV Montreal, anciennement CFCF 12) est une station de télévision québécoise de langue anglaise située à Montréal. Elle est détenue par Bell Média et affiliée au réseau CTV.

## Historique
CFCF (Canada's First, Canada's Finest) a été créé par Canadian Marconi Company, propriétaires de la station de radio CFCF-AM 600 et CFCF-FM 106,5. Après avoir envoyé plusieurs demandes de licence depuis 1938, CFCF reçoit finalement l'approbation en 1960 et entre en ondes le 20 janvier 1961. Ses studios étaient situés à l'étage supérieur du théâtre Avon. En raison des problèmes de bruit provenant de la salle de bal, CFCF ainsi que les stations de radio déménagent au 405 avenue Ogilvy dans le quartier Parc-Extension à Montréal au mois de mai.
CFCF s'est ensuite joint à la formation du réseau CTV le 1er octobre 1961.
En 1986, CFCF Inc. lance le 2e réseau de télévision privée au Québec, Télévision Quatre-Saisons le 7 septembre 1986 en bâtissant les studios de CFJP-TV au sous-sol du 405 Ogilvy. Les profits de CFCF ont servi à financer le réseau TQS, et 2 ans plus tard, les stations de radio AM et FM ont été vendus à Diffusion Mont-Royal.
Durant les années 1990, Canwest Global a investi un peu dans la station, ce qui a permis à CFCF de diffuser quelques émission du réseau Global et du réseau Citytv. Le signal de CJOH situé à Cornwall étant distribué sur le câble dans la région métropolitaine, la programmation du réseau CTV/BBS était toujours disponible.
En septembre 1997, TVA a vendu une partie des parts à Canwest dans la station CKMI-TV (affiliée au réseau CBC) située dans la ville de Québec, et ajouté une antenne à Montréal et Sherbrooke, l'affiliant au réseau Global. Devant cette nouvelle compétition, le propriétaire de l'époque, Jean Pouliot, a vendu ses effectifs à Vidéotron, incluant CF Câble Inc. et le réseau TQS,. Puisque Vidéotron était déjà propriétaire de CFTM-TV (TVA) et des parts dans CKMI, possédant virtuellement toutes les chaînes privées de Montréal, CFCF a été revendu à la compagnie Western International Communications (WIC), qui était propriétaire de chaînes locales dans l'ouest canadien. TQS a été vendu à Quebecor. La programmation de CFCF était désormais limitée à environ 40 heures par semaine de la programmation réseau de CTV.
En 2000, Canwest s'est porté acquéreur de WIC,. Puisque le CRTC n'autorise pas que les deux chaînes privées anglophones à Montréal soient du même propriétaire, Canwest a donc vendu CFCF à Bell Globemedia en 2001. Dès l'automne 2001, CFCF est devenue une chaîne à part entière au réseau CTV, perdant son indépendance des 40 dernières années. En 2003, les studios ont déménagé au 1205 avenue Papineau et la mise en ondes a déménagé à Toronto. Le 3 octobre 2005, les références au nom de la station, CFCF, ainsi que le nom de l'émission de nouvelles, Pulse, ont été abolis et remplacés par les noms générique CTV Montreal et CTV News.

## Distribution
(novembre 2013).
CFCF est distribué partout au Québec:
Satellite
- Bell Télé : 205 (SD) et 1031 (HD)
- Shaw Direct : 312/57 (SD) et 45/545 (HD)

Par Câble
- illico télé numérique : 7 (SD), 607 (HD)
- Cogeco : 12 (SD), 506 (HD)
- Cablevision du nord : 162 (SD), 413 (HD)

Par IPTV
- Bell Fibe TV : 201 (SD) et 1201 (HD)
- Helix TV : 7 (SD/HD)

CFCF est aussi distribué par câble au Vermont, dont Charter Plattsburgh et Comcast Burlington.
Jusqu'en 1997, lorsque CHCH et CITY ont ajouté des antennes dans la région d'Ottawa, les distributeurs fournissaient CFCF.
Depuis les années 1970 sur le câble dans la région montréalaise, les émissions diffusées en même temps sur CFCF et sur les stations américaines WVNY (ABC), WPTZ (NBC), WCAX-TV (CBS) et WFFF-TV (Fox) sont substitués par le signal de CFCF. Les substitutions en haute définition ont débuté lorsque CFCF-DT a été mis en ondes en janvier 2011.

## Nouvelles
Par condition de licence, la station produit des bulletins de nouvelles sous la bannière CTV News, diffusés chaque jour de la semaine à midi et 18 h et animés par Mutsumi Takahashi et ceux de 17 h et 23 h 30 sont animés par Maya Johnson. Amanda Kline assure les bulletins de fin de semaine.

## Télévision numérique terrestre et haute définition
CFCF a d'abord fourni un signal haute définition via Vidéotron dès le 1er décembre 2009 et à Bell Fibe TV en septembre 2010. Le 28 janvier 2011, CFCF a lancé un signal numérique haute définition au canal UHF 51 (virtuel 12.1) à partir d'une tour de communications appartenant à Bell sur le toit du poste de police situé sur le Mont-Royal.
CFCF a cessé d'émettre en mode analogique le 1er septembre 2011 à 0 h 5, après le bulletin de nouvelles. L'antenne numérique a été déplacée sur le Mont Royal et a changé de fréquence pour le VHF 12 (virtuel 12.1).

## Logos

Logo utilisé jusqu'à l'achat de la station par CTV en 2001
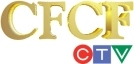
Logo utilisé entre 2002 et 2005